# Bombus sylvestris
Bombus sylvestris là một loài ong trong họ Apidae. Loài này được Lepeletier miêu tả khoa học đầu tiên năm 1832.
Loài này được tìm thấy ở hầu hết châu Âu và Nga. Vật chủ chính của loài này là Bombus pratorum, Bombus jonellus và Bombus monticola. Bombus sylvestris đẻ trứng trong một tổ ong khác.